# Clupisoma garua
Clupisoma garua és una espècie de peix de la família dels esquilbèids i de l'ordre dels siluriformes.

## Morfologia
- Els mascles poden assolir 60,9 cm de longitud total.[2]

## Alimentació
Menja insectes, gambes i d'altres crustacis, i peixets.

## Reproducció
És ovípar i els ous no són protegits pels pares.

## Hàbitat
És un peix demersal i de clima tropical.

## Distribució geogràfica
Es troba a Àsia: el Pakistan, l'Índia, Bangladesh i el Nepal.